# Associació de Comitès Olímpics Nacionals
L'Associació de Comitès Olímpics Nacionals -ACNO- (en anglès, Association of National Olympic Committees -ANOC-), és una organització internacional no governamental que està constituïda pels comitès olímpics nacionals reconeguts oficialment pel Comitè Olímpic Internacional (COI).
Té la seu a París i comptava en 2014 amb l'afiliació de 206 comitès olímpics nacionals repartits entre cinc organitzacions continentals. El president actual és el príncep Ahmad Al-Fahad Al-Sabah de Kuwait.

## Història
A principis d'octubre de 1965 es va celebrar a Roma una assemblea dels comitès olímpics nacionals que en aquest moment pertanyien al COI amb la finalitat de cercar una interacció en problemes comuns de cada comitè i unificar criteris.
ACNO va ser fundada el 26 de juny de 1979 en Sant Joan (Puerto Rico).

## Organització
L'estructura jeràrquica de l'associació està conformada pel president, el secretari general i els vicepresidents, el congrés (que se celebra cada dos anys), el cos executiu i els comitès tècnics.

### Presidents
| No. | Període           | Nom                  | País    |
| --- | ----------------- | -------------------- | ------- |
| 1   | 1979 – 2015       | Mario Vázquez Raña   | Mèxic   |
| 2   | 2015 – Actualitat | Julio César Maglione | Uruguai |

### Federacions continentals
En 2014, ACNO comptava amb l'afiliació de 206 comitès olímpics nacionals repartits entre cinc organitzacions continentals:
| Nom                                               | Sigles  | Seu                        | Fundació | N. fed. | Pàg. web                              |
| ------------------------------------------------- | ------- | -------------------------- | -------- | ------- | ------------------------------------- |
| Associació de Comitès Olímpics Nacionals d'Àfrica | (ANOCA) | Abuja (Nigèria) Nigèria    | 1981     | 53      | Arxivat 2010-06-12 a Wayback Machine. |
| Organització Esportiva Panamericana               | (ODEPA) | Mèxic, D. F. (Mèxic) Mèxic | 1940     | 41      |                                       |
| Consell Olímpic d'Àsia                            | (OCA)   | Hawalli (Kuwait)           | 1982     | 45      | Arxivat 2018-09-06 a Wayback Machine. |
| Comitès Olímpics Europeus                         | (EOC)   | Roma (Itàlia) Itàlia       | 1968     | 50      |                                       |
| Comitès Olímpics Nacionals d'Oceania              | (ONOC)  | Suva (Fiji) Fiji           | 1981     | 17      |                                       |

### Federacions nacionals
| Àfrica (ANOCA) | Amèrica (ODEPA) | Àsia (OCA) | Europa (EOC) | Oceania (ONOC) |
| --- | --- | --- | --- | --- |
| Algèria · Angola · Benín · Botswana · Burkina Faso · Burundi · Cap Verd · Camerun · Txad · República Centreafricana · Comores · Rep. del Congo · R.D. del Congo · Costa d'Ivori · Egipte · Eritrea · Etiòpia · Gabon · Gàmbia · Ghana · Guinea · Guinea Bissau · Guinea Equatorial · Kenya · Lesotho · Libèria · Líbia · Madagascar · Malawi · Mali · Marroc · Maurici · Mauritània · Moçambic · Namíbia · Níger · Nigèria · Ruanda · São Tomé i Príncipe · Senegal · Seychelles · Sierra Leone · Somàlia · Eswatini · Sud-àfrica · Sudan · Tanzània · Togo · Tunísia · Uganda · Djibouti · Zàmbia · Zimbàbue · | Antigua i Barbuda · Argentina() · Aruba · Bahames · Belize · Barbados · Bermudes · Bolívia · Brasil · Illes Caiman · Canadà · Xile ( Arxivat 2008-01-07 a Wayback Machine.) · Colòmbia() · Costa Rica ( Arxivat 2009-04-15 a Wayback Machine.) · Cuba · Dominica · República Dominicana () · Equador () · El Salvador () · Estats Units () · Granada · Guatemala () · Guyana · Haití · Hondures · Illes Verges Americanes · Illes Verges Britàniques · Jamaica · Mèxic () · Nicaragua · Panamà ( Arxivat 2007-12-24 a Wayback Machine.) · Paraguai () · Perú () · Puerto Rico ( Arxivat 2016-07-29 a Wayback Machine.) · Sant Kitts and Nevis · Saint Vincent i les Grenadines · Saint Lucia · Surinam · Trinidad i Tobago · Uruguai () · Veneçuela () · | Afganistan · Aràbia Saudita · Bahrein · Bangladesh · Brunei · Bhutan · Cambodja · R.P. de la Xina · Corea del Sud · Corea del Nord · | Albània · Alemanya · Andorra · () · Armènia · Àustria · Azerbaidjan · Bèlgica · Belarús · Bòsnia i Hercegovina · Bulgària · Xipre · Croàcia · Dinamarca · Eslovàquia · Eslovènia · Espanya() · Estònia · Finlàndia · França · Geòrgia · Grècia · Hongria · Irlanda · Islàndia · Israel · Itàlia · Kosovo · Letònia · Liechtenstein · Lituània · Luxemburg · Macedònia del Nord · Malta · Moldàvia · Mònaco · Montenegro · Noruega · Països Baixos · Polònia · Portugal · Regne Unit · Txèquia · Romania · Rússia · San Marino · Sèrbia · Suècia · | Austràlia · Illes Cook · Fiji · Guam · Kiribati · Illes Marshall · Micronèsia · Nauru · Nova Zelanda · República de Palau · Papua Nova Guinea · Illes Salomó · Samoa · Samoa Americana · Tonga · Tuvalu · Vanuatu · |